# Белик, Мария Гавриловна
Мария Гавриловна Белик (до 1910 — после 1972) — рабочая-бетонщица Днепрогэсстроя, бригадир бетонщиц, инициатор организации женской ударной бригады, кавалер ордена Ленина (17.09.1932). Одна из героинь фильма Дзиги Вертова «Три песни о Ленине».
До 1928 года работала по найму у зажиточных крестьян своей деревни.
Освоила в Запорожье профессию бетонщицы. Работала в Днепрогэсстрое. Выступила инициатором создания женских ударных бригад, за что награждена орденом Ленина.
Затем работала на строительстве алюминиевого завода.
После начала войны муж ушёл на фронт и вскоре погиб. Мария с тремя детьми эвакуировалась в Узбекистан, работала на строительстве Фархадской ГЭС. Награждена медалью «За трудовую доблесть».
В 1944 году возвратилась в Запорожье, восстанавливала разрушенный фашистами алюминиевый завод.
Эпизод с её участием есть в фильме Дзиги Вертова «Три песни о Ленине» (с 49-й по 51-ю минуту).
Вертов планировал посвятить ей отдельный фильм. Сохранилась творческая заявка под заглавием «Она»: «Мысль композитора (и вместе с ней фильм) движется от женщины капитализма к женщине социализма, останавливаясь на конкретных примерах сегодняшнего дня. Фильм кончается Марусей Б., награжденной орденом Ленина за покорение Днепра».